# Telesync
Telesync è una modalità di digitalizzazione dei vecchi filmati amatoriali, es. super 8, che avviene tramite la proiezione su schermo del filmato originario che a sua volta viene ripreso da telecamera digitale. Riversamenti professionali affiancano a film muti delle colonne sonore cinematografiche e operano in automatico un movimento dell'immagine detto "pan" che riprende varie sezioni e particolari, volto a movimentare le immagini.
Con Telesync si indica anche un processo per la realizzazione di copie non autorizzate di film coperti da copyright, da distribuire successivamente per via file sharing. In questo caso la copia del film è ottenuta in una sala cinematografica, spesso con una videocamera professionale su un treppiede, registrando l'audio con una connessione diretta alla sorgente sonora, spesso l'audio fornito per i non vedenti o l'audio distribuito in un drive-in. Se il telesync è girato dentro la cabina di proiezione non vi sarà alcuna distorsione trapezoidale, mentre la distorsione sarà presente quando viene utilizzata una normale telecamera palmare da un posto in sala. In questo caso, anche l'audio è di qualità inferiore, perché viene utilizzato il microfono incorporato.
Il telesync, insieme con il DVD-rip, è una forma comune di film riprodotto illegalmente e di solito si ha la distribuzione di queste versioni pochi giorni dopo la messa sul mercato delle prime versioni commerciali. È di solito indicato con la sigla "TS" nel nome del file video.
Più la tecnologia progredisce, più la qualità dei telesync migliora, ma in nessun caso la qualità del riversamento digitale/analogico/digitale è paragonabile alla qualità originale, neanche attraverso l'uso di telecamere ad alta definizione.